# Chambornay-lès-Pin
Chambornay-lès-Pin är en kommun i departementet Haute-Saône i regionen Bourgogne-Franche-Comté i östra Frankrike. Kommunen ligger i kantonen Marnay som tillhör arrondissementet Vesoul. År 2022 hade Chambornay-lès-Pin 380 invånare.

## Befolkningsutveckling
Antalet invånare i kommunen Chambornay-lès-Pin
| Referens: INSEE |